# Philippe Ouédraogo

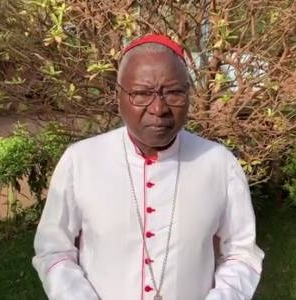
Philippe Kardinal Ouédraogo (2020)

Kardinalswappen

Philippe Nakellentuba Kardinal Ouédraogo (* festgelegt auf den 31. Dezember 1945, vorher 25. Januar 1945, in Konéan, Französisch-Westafrika) ist ein burkinischer Geistlicher und emeritierter römisch-katholischer Erzbischof von Ouagadougou.

## Leben
Philippe Ouédraogo empfing am 14. Juli 1973 das Sakrament der Priesterweihe für das Bistum Kaya. Von 1973 bis 1978 war er Vikar der dortigen Kathedrale, ehe er nach Rom ging, um dort seine Studien fortzusetzen. 1983 kehrte Ouédraogo nach Kaya zurück. Von 1989 bis 1994 war er Generalvikar des Bistums Kaya.
Am 5. Juli 1996 ernannte ihn Papst Johannes Paul II. zum Bischof von Ouahigouya. Der Erzbischof von Ouagadougou, Jean-Marie Untaani Compaoré, spendete ihm am 23. November desselben Jahres die Bischofsweihe; Mitkonsekratoren waren der Bischof von Limoges, Léon Soulier, und der emeritierte Bischof von Kaya, Constantin Guirma. Von 2001 bis 2007 war er Präsident der Bischofskonferenzen von Burkina Faso und Niger. Am 13. Mai 2009 bestellte ihn Papst Benedikt XVI. zum Erzbischof von Ouagadougou. Die Amtseinführung fand am 13. Juni desselben Jahres statt.
Im feierlichen Konsistorium vom 22. Februar 2014 nahm ihn Papst Franziskus als Kardinalpriester mit der Titelkirche Santa Maria Consolatrice al Tiburtino in das Kardinalskollegium auf.
Von 2019 bis 2023 war er Präsident des Symposiums der Bischofskonferenzen von Afrika und Madagaskar.
Philippe Ouédraogo wurde im April 2020 nach einem positiven Test auf COVID-19 im Spital in Ouagadougou behandelt und als gesund wieder entlassen.
Am 16. Oktober 2023 nahm Papst Franziskus sein altersbedingtes Rücktrittsgesuch als Erzbischof an.

## Mitgliedschaften
Kardinal Ouédraogo ist Mitglied folgender Organisationen der Römischen Kurie:
- Kongregation für die Evangelisierung der Völker (seit 2014)[7]
- Päpstlicher Rat für den Interreligiösen Dialog (seit 2014)[7]
- Kongregation für den Gottesdienst und die Sakramentenordnung (seit 2016)[8]